# Esra Bilgiç
Esra Bilgiç (Ankara, 14 d'octubre de 1992) és una actriu turca. És arqueòloga graduada per la Universitat de Hacettepe d'Ankara. Va assolir la fama amb la seva interpretació de Halime Hatun en la sèrie de televisió Diriliş: Ertuğrul, on és un dels actors principals, per la que va ser elegida «actriu de l'any 2016». La sèrie va ser emesa per TRT 1 i va ser molt popular a Turquia el 2016. La sèrie tracta de la vida d'Ertuğrul i Halime, la seva esposa, pares d'Osman I; en el context històric de la fundació de l'Imperi Otomà. Esra Bilgiç té una relació de parella amb Gökhan Töre, un futbolista internacional del club esportiu Beşiktaş. La parella es va comprometre el novembre de 2016 i planegen casar-se l'estiu de 2017.